# بيير فيليكس غوتاري
بيير فيليكس غوتاري (بالفرنسية: Félix Guattari)‏ ( فيلنوف ليه سابلون، 30 أبريل 1930، باريس، 29 أغسطس 1992) كان طبيب، وطبيب نفسي وفيلسوف وسياسي فرنسي.
معروف أساسا لتعاونه الفكري مع جيل دولوز، وللكتب الذي ألفها معه كما "مكافحة أوديب ( Anti-Oedipus 1972) والهضاب الألف ( A Thousand Plateaus 1980).

## مواضبع ذات علاقة
- لانوطينية(Deterritorialization)

## روابط خارجية
- بيير فيليكس غوتاري على موقع IMDb (الإنجليزية)
- بيير فيليكس غوتاري على موقع الموسوعة البريطانية (الإنجليزية)
- بيير فيليكس غوتاري على موقع قاعدة بيانات الفيلم (الإنجليزية)